# Trichosanthes baviensis
Trichosanthes baviensis är en gurkväxtart som beskrevs av François Gagnepain. Trichosanthes baviensis ingår i släktet Trichosanthes och familjen gurkväxter. Inga underarter finns listade i Catalogue of Life.